# Kiyomi Watanabe
Kiyomi Watanabe (25 de agosto de 1996) es una deportista filipina que compite en judo. Ganó una medalla de plata en los Juegos Asiáticos de 2018 en la categoría de –63 kg.

## Palmarés internacional
| Juegos Asiáticos | Juegos Asiáticos    | Juegos Asiáticos | Juegos Asiáticos |
| Año              | Lugar               | Medalla          | Categoría        |
| ---------------- | ------------------- | ---------------- | ---------------- |
| 2018             | Yakarta (Indonesia) | Medalla de plata | –63 kg           |